# Golpe de Estado na Costa do Marfim em 1999
O golpe de Estado na Costa do Marfim em 1999  ocorreu em 24 de dezembro de 1999, sendo o primeiro golpe de Estado desde a independência da Costa do Marfim e levou o presidente Henri Konan Bédié a ser deposto.

## Antecedentes
Desde a independência em 1960, a Costa do Marfim desfrutou de estabilidade política sob a presidência de Félix Houphouët-Boigny. Durante as primeiras décadas deste governo, marcado pelo unipartidarismo, a Costa do Marfim desenvolveu uma certa prosperidade econômica. Também se tornou um país hospitaleiro: na necessidade de mão de obra, recebeu burquinenses, malianos, nigerianos (especialmente durante a Guerra de Biafra), ganenses, beninenses e guineenses. No entanto, nos últimos anos deste período, notou-se a desaceleração da economia costa-marfinense, o país é marcado pela corrupção e sinais de instabilidade política aparecem. Menos atrativo, ainda teria que acomodar os liberianos durante a guerra civil iniciada na Libéria em 1990.
Henri Konan Bédié ascendeu como presidente após a morte de Houphouët-Boigny em 1993. Anteriormente, Bédié foi presidente da Assembleia Nacional da Costa do Marfim. Tornou-se primeiramente presidente interino, sendo eleito depois em outubro de 1995; outros potenciais candidatos boicotaram a votação após uma reforma questionável do código eleitoral em dezembro de 1994. Em um país onde um terço da população é origem estrangeira e em que os imigrantes estiveram fortemente envolvidos no desenvolvimento econômico, a reforma eleitoral de Bédié introduziu o conceito de Ivoirité, para afastar um dos candidatos mais populares, Alassane Ouattara. A situação econômica continuou a deteriorar-se. Bédié foi acusado de corrupção e de repressão política. Uma crise política de dimensão étnica foi adicionada a esta crise econômica, relacionada com a aplicação do conceito xenófobo de Ivoirité, que despojou os imigrantes dos países vizinhos de seus direitos políticos, colocando em dúvida a nacionalidade de muitas pessoas de origem estrangeira e causando tensão entre as populações do norte e do sul da Costa do Marfim. A insatisfação continuou crescendo.

## Eventos
Um grupo de soldados liderados por Tuo Fozié se rebelou em 23 de dezembro de 1999. Recusando-se a desistir das demandas dos soldados, Bédié foi derrubado por um golpe de Estado no dia seguinte. O ex-comandante do exército Robert Guéï, apesar de não ter liderado o golpe de Estado, retirou-se da aposentadoria e foi apontado como chefe de um Comitê Nacional de Salvação Pública (em francês:  Comité National de Salut Public).
Tiroteios se alastraram  em torno de Abidjan. Guéï anunciou a dissolução do parlamento, do antigo governo, do conselho constitucional e do Supremo Tribunal. Os rebeldes assumiram o controle do aeroporto de Abidjan e das principais pontes, estabeleceram postos de controle e abriram as portas da prisão para libertar prisioneiros políticos e outros prisioneiros. Multidões aproveitaram o vácuo de poder para assaltar carros. Algumas partes de Abidjan também foram saqueadas por soldados e civis. .
Na televisão, Guéï anunciou que havia tomado o poder. Também fez um discurso televisivo ao povo e ao pessoal diplomático estrangeiro, no qual garantiu que a democracia seria respeitada, que os acordos internacionais seriam mantidos, que a segurança dos marfinenses e dos não-marfinenses seria garantida, que as missões para países estrangeiros seriam enviadas para explicar as razões do golpe de Estado e os problemas dos agricultores seriam abordados.
Muitos marfinenses saudaram o golpe acreditando que o exército fosse melhorar circunstâncias econômicas e políticas instáveis da Costa do Marfim. A França, os Estados Unidos e vários países africanos, no entanto, condenaram o golpe e pediram o retorno ao governo civil. O Canadá suspendeu toda a ajuda direta à Costa do Marfim.

## Consequências
Nos meses seguintes, surgiriam indícios de que o país estava deslizando a um padrão de arbitrariedade. A Liga Marfinense dos Direitos Humanos  (em francês:  Ligue ivoirienne des droits de l'homme) emitiu uma condenação das violações dos direitos humanos, acusando as forças de segurança, entre outras coisas, de execuções sumárias de supostos criminosos sem investigação e de assédio a entidades comerciais. Muitos casos de abuso foram cometidos pelos soldados. Além disso, os soldados exigiram aumentos nos salários ou pagamentos de bônus, causando muitos motins. O mais grave desses motins ocorreu em 4 de julho de 2000, onde os amotinados visaram as cidades de Abidjan, Bouaké, Katiola, Korhogo e Yamoussoukro, em particular. Depois de alguns dias de confusão e tensão, chegou-se a um acordo entre os soldados descontentes e as autoridades. Segundo o acordo, cada soldado receberia 1 milhão de francos CFA (cerca de US $ 1400). 
Após o motim de julho de 2000, quatro oficiais do Reagrupamento dos Republicanos (em francês:  Rassemblement des républicains, RDR) foram também presos durante uma investigação sobre uma possível tentativa de golpe. O Reagrupamento dos Republicanos era o partido de Alassane Dramane Ouattara, o último primeiro-ministro de Félix Houphouët-Boigny e o rival político do ex-presidente deposto Henri Konan Bédié. Os quatro oficiais presos, incluindo Amadou Gon Coulibaly, Secretário-Geral Adjunto do Reagrupamento dos Republicanos, foram libertados sem acusação alguns dias depois.
Apesar da junta condenar o Ivoirité, a campanha contra pessoas de origem estrangeira continuou. Em abril de 2000, Robert Guéï expulsou os representantes do Reagrupamento dos Republicanos do governo. Uma nova constituição, aprovada por referendo em 23 de julho de 2000, controversamente barrou todos os candidatos presidenciais, exceto aqueles cujos pais eram marfinenses, e Ouattara foi desqualificado da eleição presidencial de 2000.
A eleição presidencial seria realizada em 22 de outubro de 2000. Todos os principais candidatos da oposição, exceto Laurent Koudou Gbagbo da Frente Popular Marfinense (FPI) foram impedidos de participar. Guéï seria derrotado por Gbagbo, mas se recusou a reconhecer o resultado. Ouattara, excluído desta eleição, solicitava uma nova eleição.  Os protestos de rua eclodiram, conduzindo Gbagbo ao poder, e Guéï acabaria fugindo para Gouessesso, perto da fronteira com a Libéria. Laurent Gbagbo assumiu o cargo de presidente em 26 de outubro de 2000.
No dia 13 de novembro, Guéï reconheceu a legitimidade da presidência de Gbagbo. Em 10 de dezembro de 2000, eleições parlamentares foram realizadas e vencidas pela Frente Popular Marfinense de Gbagbo. No entanto, a eleição não foi realizada no norte da Costa do Marfim por causa da instabilidade relacionada com o boicote às eleições pelo Reagrupamento dos Republicanos  até a eleição de 14 de janeiro de 2001. 
A tensão entre as pessoas do norte e do sul ainda permaneceria sem solução, uma vez que muitas pessoas no norte do país eram de origem estrangeira. A discriminação em relação às pessoas originárias de países vizinhos seria uma das causas da Primeira Guerra Civil da Costa do Marfim iniciada em 2002..